# 耶律敌禄
耶律敌禄（?—?），字阳隐，一作杨衮。辽国（契丹）政治人物、軍人。孟父楚国王后裔，契丹族。
耶律敌禄为人性格质朴，有膂力。天禄五年（951年），耶律察割殺害辽世宗，敵禄和寿安王耶律述律会面，表示願意领精兵数百，击破賊党。寿安王称揚他的忠義。寿安王即位为辽穆宗，任命敵禄为北院宣徽使。穆宗命他开辟飞狐道，监督工事。应历四年（954年）二月，率軍救援北漢，在高平之战对战後周大軍。五月、北漢忻州、代州離反，耶律敵禄率軍討伐。与耶律挞烈在忻口击败後周符彦卿。凱旋後不久就去世。

## 延伸阅读
[在维基数据编辑]
 《遼史·卷90》，出自脱脱《遼史》